# 井越慎介
井越 慎介（いごし しんすけ、1996年1月24日 - ）は、日本のラグビー選手。

## プロフィール
- 新潟県出身[1]。
- ポジションはフランカー(FL)。
- 身長 175cm、体重 78kg
- U17北信越代表に選ばれたことがある。
- ニックネームは、イゴリアル、デス、デスリアル、デスミー。

## 略歴
2014年、北越高校卒業後、拓殖大学に入る。
2018年、拓殖大学卒業後、日野自動車レッドドルフィンズ(現・日野レッドドルフィンズ)に加入。
2020年2月22日にジャパンラグビートップリーグ第6節サントリーサンゴリアス戦に途中出場で公式戦初出場を果たす。
2022年、日野レッドドルフィンズを退団した。